# NGC 940
NGC 940 је лентикуларна галаксија у сазвежђу Троугао која се налази на NGC листи објеката дубоког неба.
Деклинација објекта је + 31° 38' 29" а ректасцензија 2h 29m 27,4s. Привидна величина (магнитуда) објекта NGC 940 износи 12,5 а фотографска магнитуда 13,5. NGC 940 је још познат и под ознакама UGC 1964, MCG 5-6-50, CGCG 504-95, ARAK 85, IRAS 02264+3125, PGC 9478.